# Årets erhvervskvinde
Champagnehuset Veuve Clicquots pris Årets Erhvervskvinde blev stiftet i 1972 for at mindes en markant erhvervskvinder, Madame Barbe Nicole Clicqout, der i en alder af 27 år for mere end 200 år siden blev enke og leder af champagnehuset Veuve Clicqout, som hun forvandlede til et af Frankrigs mest succesfulde.
Prisen har vist sig at være en god co-branding med de kvinder, der har fået tildelt prisen. Den skaber goodwill hos især erhvervskvinder, og dermed er der opnået en markedsmæssig fordel i forhold til konkurrenterne fra de øvrige, franske champagnehuse.
Udover de nationale udnævnelser af "Årets Erhvervskvinde" i 17 lande, er der den internationale konkurrence om at være den internationale Årets Erhvervskvinde.

## Prismodtagere i Danmark
Det er et krav til Årets Erhvervskvinde, at hun har selvstændigt resultatansvar og er leder i en succesvirksomhed med vækst. Hun skal have et internationalt perspektiv, være synlig i samfundsdebatten og bo i Danmark.
Den nu forhenværende nationalbankdirektør Bodil Nyboe Andersen var den første til at modtage prisen, der siden bl.a. er tildelt koncernchef Stine Bosse, TrygVesta, direktør Inge Corell, Havreholm Slot og designerne Naja Munthe og Karen Simonsen samt koncerndirektør, CFO Birgit Aagaard Svendsen, rederiet J. Lauritzen.
- 2018 – Dorte Larsen, Senior Partner og statsautoriseret revisor hos BDO. [2]
- 2017 –
- 2016 –
- 2015 – Christine Hou Holck – kvinden bag Holckenhavn Slot
- 2014 – Lone Andersen, viceformand i Landbrug & Fødevarer. [3]
- 2013 –
- 2012 – Birgitte Kofod Olsen[4]
- 2011 – Charlotte Sahl-Madsen, [5]
- 2010 – Lene Tranberg, tegnestuen Lundgaard & Tranberg [6]
- 2009 – Headhunter Aase Hoeck [7]
- 2008 – Birgit Aagaard-Svendsen[8]
- 2007 – Mette Bock [9]
- 2006 – Stine Bosse, Trygvestas topchef [10]
- 2005 – Hanne Jensbo [11]
- 2004 – Naja Munthe og Karen Simonsen, Munthe plus Simonsen [12]
- 2003 – Lisa Fredslund , direktør i Dida Consult [13]
- 2002 – Inge Correll, ejer af konferencehotellet Havreholm Slot [14]
- 2001 – Monique Moullé-Zetterström, Mobilix [15]
- 2000 – Helle Kruse Nielsen, Vice President i MasterFoods Europe [16]
- 1999 – Dorthe Arnoldi[17]
- 1998 – ingen uddeling[18]
- 1997 – Elsebeth Budolfsen[19]
- 1996 –
- 1995 – Elsebeth Stryhn[20]
- 1994 – Lise Friis[21]
- 1993 – ingen uddeling[18]
- 1992 –
- 1991 –
- 1990 –
- 1989 – Bodil Nyboe Andersen[22]